# Hétérodiamant
L'hétérodiamant est un matériau superdur constitué de bore, de carbone et d'azote (BCN). Il est formé sous conditions de hautes températures et pressions, par exemple en soumettant à une onde de choc explosive un mélange de diamant et de nitrure de bore cubique (BNc). L'hétérodiamant est un matériau polycristallin constitué d'un agglomérat de nano-cristallites, et se présente sous la forme d'une fine poudre d'une teinte noir bleuté profond. L'hétérodiamant possède à la fois la dureté du diamant et l'excellente résistance à la chaleur du nitrure de bore. Ces propriétés caractéristiques sont dues à sa structure cristalline de type diamant, combinée aux liaisons σ sp3 entre le carbone et les hétéroatomes.
Le BC2N cubique peut être synthétisé à partir du BC2N « graphite », à des pressions supérieures à 18 GPa et des températures supérieures à 2 200 K. Le module d'élasticité isostatique de c-BC2N vaut 282 GPa, ce qui est l'un des plus grands modules connu parmi tous les solides, dépassé uniquement par le module du diamant et du BNc. La dureté de BC2N cubique est supérieure à celles des monocristaux de BNc.